# Ceratophrys stolzmanni
Ceratophrys stolzmanni (tên tiếng Anh: Pacific Horned Frog) là một loài ếch trong họ Leptodactylidae.
Nó được tìm thấy ở Ecuador và Peru.
Các môi trường sống tự nhiên của chúng là các khu rừng khô nhiệt đới hoặc cận nhiệt đới, vùng đất có cây bụi nhiệt đới hoặc cận nhiệt đới, và vùng bờ biển cát. Loài này đang bị đe dọa do mất môi trường sống.
Nó còn là vật nuôi trong nhà. 